# María Elena Reiner
María Elena Reiner-Drehwald  (1958) es una brióloga, botánica, curadora, profesora, exploradora argentina. Es doctora en Ciencias Biológicas. Desarrolló actividades académicas en el "Departamento de Biodiversidad y Biología Experimental ", de la "Facultad de Ciencias Exactas y Naturales", UBA, como directora del "Laboratorio de Estudios Sistemáticos y Fisiológicos de Hongos Superiores", operando también como investigadora independiente del CONICET. Luego se traslada a Alemania, donde trabaja académicamente en el "Departamento de Botánica Sistemática y Herbario, de la Universidad de Gotinga.

## Algunas publicaciones
- maría e. Reiner-Drehwald. 2011. Studies on Neotropical Lejeuneaceae (Jungermanniopsida). New synonyms and Ceratolejeunea temnantha (Spruce) comb. nov. Cryptogamie, Bryologie 32: 95-100

- ----------------------------------. 2010. On Lejeunea subgenus Nanolejeunea (Lejeuneaceae, Jungermanniopsida). Nova Hedwigia, Suplemento 138: 117-128

- ----------------------------------. 2010. A taxonomic revision of Lejeunea deplanata (Lejeuneaceae, Marchantiophyta) from tropical America. Nova Hedwigia 91: 519-532

- ----------------------------------, M. Rubies, m.m. Schiavone. 2010. A tribute to Gabriela Hässel de Menéndez (1927-2009). Nova Hedwigia 91: 279-288

- ----------------------------------. 2009. Lejeunea adpressa Nees (Lejeuneaceae), a widely distributed species of tropical America. Cryptogamie, Bryologie 30: 329-336

- a. Schäfer-Verwimp, m.e. Reiner-Drehwald. 2009. Some additions to the Bryophyte Flora of Guadeloupe, West Indies, and new synonyms in the genera Diplasiolejeunea and Lejeunea (Lejeuneaceae). Cryptogamie, Bryologie 30: 357-375

- maria e. Reiner-Drehwald, a. Schäfer-Verwimp. 2008. On Inflatolejeunea, Lejeunea species with eplicate perianths and Lejeunea talamancensis sp. nov. from Costa Rica (Lejeuneaceae). Nova Hedwigia 87: 387-420

- ----------------------------------, --------------------------. 2008. Lejeunea oligoclada and L. rionegrensis (Lejeuneaceae) in tropical America: new data on morphology and geographical distribution. Nova Hedwigia 87: 175-184

- ----------------------------------, k. Cavalcanti Pôrto. 2007. Lejeunea perpapillosa (Lejeuneaceae), a new species from north-eastern Brazil. Nova Hedwigia 85: 541-546

- ----------------------------------, a.l. Ilkiu-Borges. 2007. Lejeunea huctumalcensis, a widely distributed Lejeuneaceae from the Neotropics, and its relation to Ceratolejeunea. The Bryologist 110: 465-474

- ----------------------------------, k. Mustelier Martínez, s.r. Gradstein. 2007. A new species of Omphalanthus (Lejeuneaceae) from Cuba. Journal of Bryology 29: 95-97

- s.r. Gradstein, m.e. Reiner-Drehwald. 2007. The status of Neopotamolejeunea (Lejeuneaceae) and description of a new species from Ecuador and Southern Brazil. Systematic Botany 32: 487-492

- maría e. Reiner-Drehwald. 2006. Type studies on Neotropical Lejeuneaceae (Jungermanniopsida). Cheilolejeunea and Lepidolejeunea. Nova Hedwigia 83: 473-482

- ----------------------------------, uwe Drehwald. 2005. Zum Vorkommen von Neesioscyphus homophyllus (Hepaticae, Balantiopsaceae) in NO-Argentinien. 6 pp.

- ----------------------------------. 2005. On Lejeunea rotundifolia and Dicladolejeunea (Lejeuneaceae, Jungermanniopsida). Systematic Botany 30: 687-692

- ----------------------------------. 2005. On Amphilejeunea and Cryptognolejeunea, two small genera of Lejeuneaceae (Jungermanniopsida), and two common neotropical Lejeunea species. Nova Hedwigia 81: 395-411

- ----------------------------------. 2005. Taxilejeunea pulverulenta (Lejeuneaceae, Jungermanniopsida), a poorly known species from the Neotropics, is transferred to Lejeunea. Cryptogamie, Bryologie 26: 59-65

- r. Grolle, m.e. Reiner-Drehwald. 2005. Pictolejeunea levis, a new species of Lejeuneaceae (Jungermanniopsida) from Cuba. Journal of Bryology 27: 281-283

- m.e. Reiner-Drehwald, k. Mustelier Martínez. 2004. On Lejeunea multidentata, a new species from Cuba (Jungermanniopsida: Lejeuneaceae). Journal of Bryology 26: 103-106

- r.-l. Zhu, m.e. Reiner-Drehwald. 2004. Lejeunea boliviensis, a remarkable species wih bizarre underleaves and eplicate perianths. The Bryologist 107: 237-241

- s.r. Gradstein, m.e. Reiner-Drehwald, l. Jost. 2004. The Systematic Position and Distribution of Myriocolea irrorata (Lejeuneaceae), an Endangered Liverwort of the Ecuadorian Andes. Journal of the Hattori Botanical Laboratory 95: 235-248

- -------------------, --------------------, h. Schneider. 2003. A phylogenetic analysis of the genera of Lejeuneaceae (Hepaticae). Botanical Journal of the Linnean Society 143: 391-410

- -------------------, --------------------, h. Muth. 2003. Über die Identität der neuen Aquarienpflanze “Pellia endiviifolia”. Aqua Planta 3 (2003): 88-95

- m.e. Reiner-Drehwald. 2003. Lejeunea and Neopotamolejeunea. pp. 155-163, 175. En: Gradstein, S. R. & D. Pinheiro da Costa. The Hepaticae and Anthocerotae of Brazil. Memoirs of the New York Botanical Garden 87

- ----------------------------, u. Drehwald. 2002. Sphaerolejeunea umbilicata (Lejeuneaceae): A critically endangered epiphyllous Liverwort of the Andes. The Bryologist 105: 422-430

- ----------------------------, g. Weis. 2001. On Cephalantholejeunea (Lejeuneaceae, Hepaticae) from South America, and ist placement in the subfamily Ptychanthoideae, tribe Ptychantheae. Systematic Botany 26: 699-703

- ----------------------------. 2000. Las Lejeuneaceae (Hepaticae) de Misiones, Argentina. VI. Lejeunea y Taxilejeunea. Tropical Bryology 19: 81-131

- ----------------------------, a. Goda. 2000. Revision of the genus Crossotolejeunea (Lejeuneaceae, Hepaticae). J. Hattori Bot. Lab. 89: 1-54

- r. Grolle, m.e. Reiner-Drehwald. 2000. Otolejeunea (Hepaticae, Lejeuneaceae) in the neotropics. Cryptogamie, Bryol., 21: 101-107

- ----------------------------. 2000. On Potamolejeunea and Neopotamolejeunea gen. nov. (Lejeuneaceae, Hepaticae). Nova Hedwigia 71: 447-464

- ----------------------------. 1999. On Potamolejeunea polyantha (Mont.) M.E.Reiner & Goda comb. nov. (Lejeuneaceae), a poorly known rheophytic liverwort from South America. 8 pp.

- ----------------------------. 1999. Catalogue of the genus Lejeunea Lib. (Hepaticae) of Latin America. Bryophytorum Bibliotheca 54: 1-101

- r. Grolle, m.e. Reiner-Drehwald. 1999. Review of the genus Harpalejeunea (Lejeuneaceae) including the description of H. grandis, a new species from the páramos of Colombia. Journal of Bryology 21: 31-45

- 1998. Las Lejeuneaceae (Hepaticae) de Misiones, Argentina: 5. Cheilolejeunea y Lepidolejeunea. 16 PP.

- m.e. Reiner-Drehwald, s.r. Gradstein. 1997. New combinations and synonyms in Myriocoleopsis Schiffn. (Lejeuneaceae). Journal of Bryology 19: 638-640

- r. Grolle, m.e. Reiner-Drehwald. 1997. Cheilolejeunea oncophylla (Ångstr.) Grolle & Reiner comb. nov. (Lejeuneaceae), from the Neotropics. Journal of Bryology 19: 781-785

- u. Drehwald, m.e. Reiner-Drehwald. 1996. Orthotricho-Frullanietum bonariensis, una nueva asociación epífita de Buenos Aires, Argentina. Cryptogamie, Bryologie & Lichenologie 17 (4): 279-286

- ----------------------------, a. Schäfer-Verwimp. 1996. Drepanolejeunea grollei (Lejeuneaceae, Hepaticae) a new species from south-eastern Brazil. Candollea 51: 475-482.

- s.r. Gradstein, m.e. Reiner-Drehwald. 1995. Szweykowskia, a new genus of Plagiochilaceae (Hepaticae) from tropical America. Fragmenta Floristica et Geobotanica 40 (1): 31-38

- m.e. Reiner-Drehwald. 1994. El género Radula Dum. (Radulaceae, Hepaticae) en el Noreste de Argentina. Tropical Bryology 9: 5-22

- ----------------------------. 1994. Las Lejeuneaceae (Hepaticae) de Misiones, Argentina. II. Cololejeunea. Tropical Bryology 9: 79-88.

- ----------------------------. 1994. Sobre Microlejeunea globosa (Spruce) Steph. y la fragmentación del tallo, un tipo de reproducción asexual poco conocido en hepáticas. Candollea 49: 225-232

- ----------------------------. 1993. Las Lejeuneaceae (Hepaticae) de Misiones, Argentina. I. Las especies holostipas. Tropical Bryology 7: 13-45

- ----------------------------. 1992. Frullania cuencensis (Jungermanniales) una nueva cita para Argentina. Candollea 47: 533-537

### Libros y capítulos
- maría elena Reiner-Drehwald, anne Goda. 2000. Revision of the genus Crossotolejeunea (Lejeuneaceae, Hepaticae). 54 pp.

- 1995. La familia Lejeuneaceae (Hepaticae) en Misiones, Argentina: estudio taxonómico-floristico. 237 pp.

- 1993. Las Lejeuneaceae (Hepaticae) de Misiones, Argentina: 1. Las especies holostipas. 33 pp.

## Honores
Miembro de
- Federación Argentina de Mujeres Universitarias - FAMU

- La abreviatura «M.E.Reiner» se emplea para indicar a María Elena Reiner como autoridad en la descripción y clasificación científica de los vegetales.[3]